# Brandopferplatz auf dem Spielleitenköpfl
Der Brandopferplatz auf dem Spielleitenköpfl ist eine eisenzeitliche Kultstätte in der Nähe von Farchant in Oberbayern. Seit 1994 untersucht das Institut für Vor- und Frühgeschichtliche und Provinzialrömische Archäologie der Ludwig-Maximilians-Universität München unter Projektleitung von Amei Lang den Fundplatz archäologisch. Der Brandopferplatz ist auf Basis des Denkmalschutzgesetzes vom 1. Oktober 1973 ein Bodendenkmal mit der Denkmalnummer D-1-8432-0032.

## Geografie

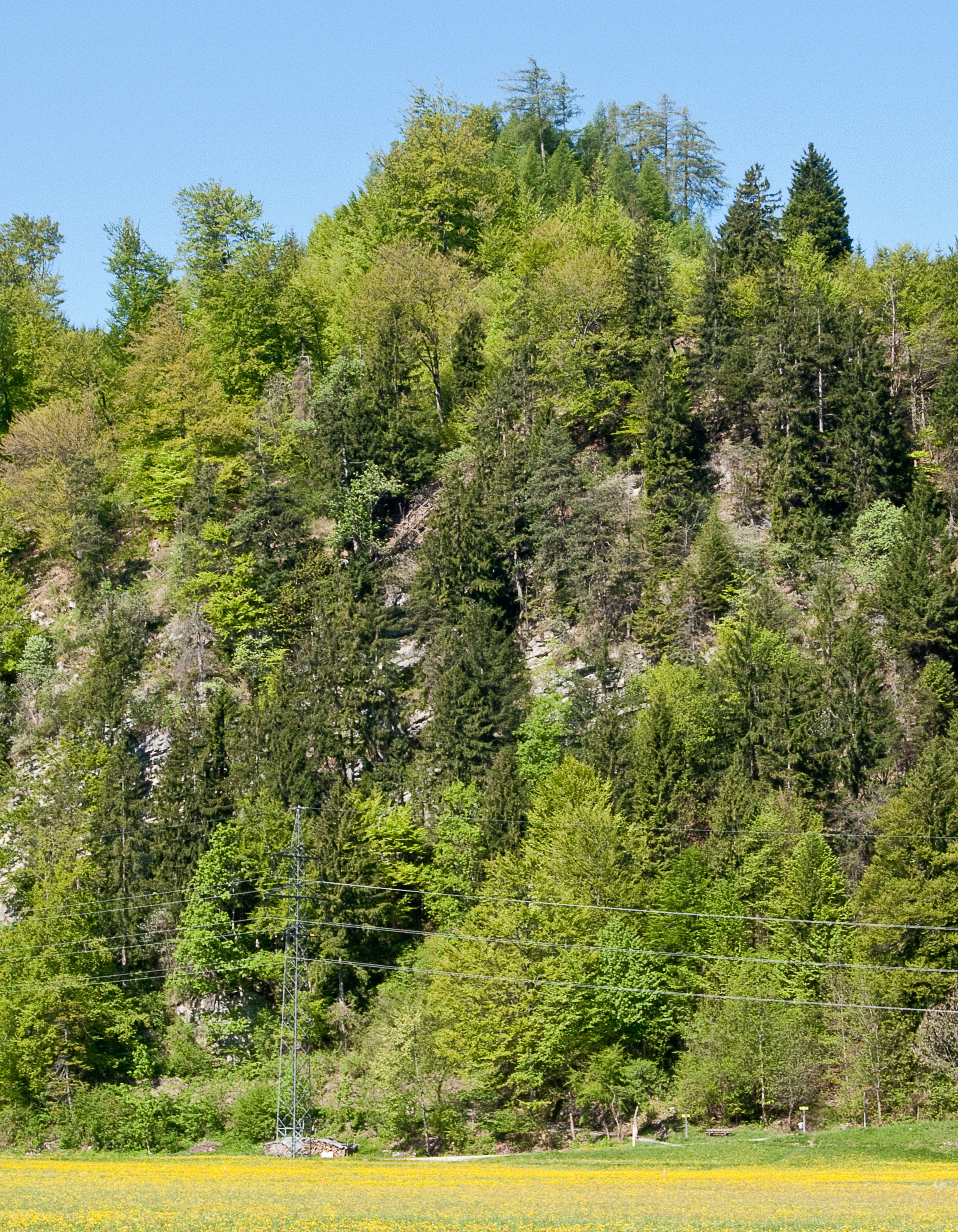
Das Spielleitenköpfl bei Farchant in Blickrichtung nach Westen

Der Brandopferplatz befindet sich 150 m über den Loisachtal nordwestlich von Farchant im Landkreis Garmisch-Partenkirchen. Die Kultstätte wurde in 800 m auf einem Hügel errichtet, der zu den sanft geschwungenen Ausläufern der Ammergauer Alpen gehört.

## Fundgeschichte
Schon seit der Bronzezeit spielte das Loisachtal als Verkehrsweg zwischen dem bayerischen Voralpenraum über den Seefelder Sattel ins Inntal eine wichtige Rolle. Das für die Bronzeherstellung im Voralpenraum so wichtige Kupfer musste aus dem Inntal beschafft werden, das besonders in der Schwazer Gegend reich an Kupfererzen war. Dies waren bis zum Fundzeitpunkt theoretische Überlegungen, da nur für einen Fund aus dem Starnberger Raum Verwendung von Schwazer Kupfer im südbayerischen Raum archäologisch bestätigt werden konnte.
Der Oberammergauer Emil Bierling fand bei einem Spaziergang im September 1993 auf dem Spielleitenköpfl Keramikbruch, Bronzefibeln, Bronzegussstücke, Eisengerät und verbrannte so wie unverbrannte Knochen. Um den Wert der Fundstücke zu prüfen, schickte er diese an das Institut für Vor- und Frühgeschichte der Ludwig-Maximilians-Universität in München. Die Akademische Direktorin am Institut, Amei Lang, begutachtete die Stücke und datierte diese in die jüngere Hallstattzeit. Ebenfalls fand Emil Bierling in der Nähe des heutigen Friedhofes eine Pferdchenfibel, sie wird der Frühlatènezeit, ca. 450–300 v. Chr. zugeordnet. Da bei den Funden auch Reste von Bronzeverarbeitung zu sehen war, aufgrund der isolierten Lage des Fundplatzes zwischen der südbayerischen und der tirolischen Hallstattgruppe sowie der Vermutung, dass ein Brandopferplatz gefunden wurde, den man weder den Kelten noch den Rätern zuordnen kann, entschloss sich Amei Lang zu einer archäologischen Ausgrabung auf dem Spielleitenköpfl.

## Archäologische Grabungen

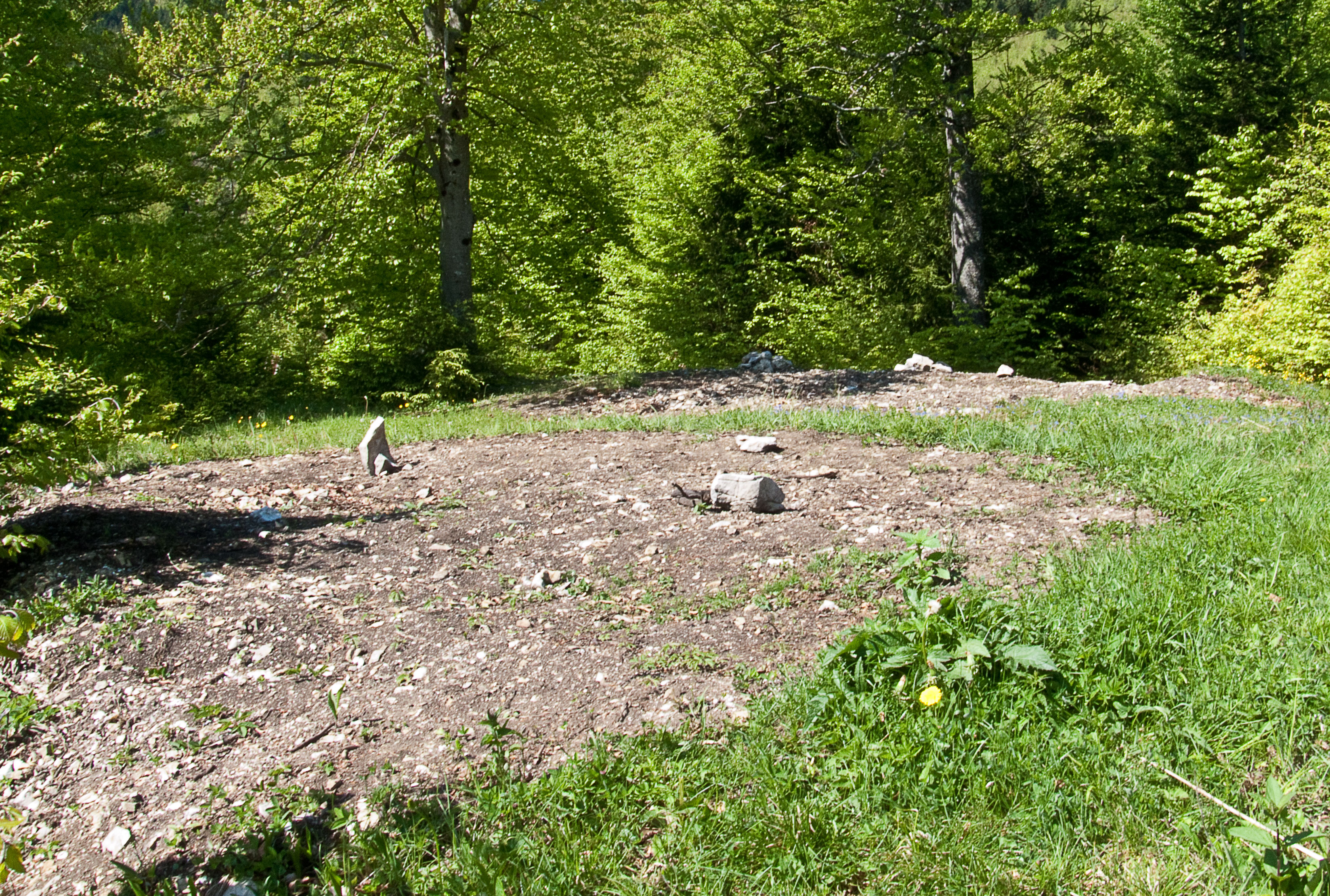
Ausgrabungsstelle auf den Spielleitenköpfl (zur Vermeidung von Zerstörungen und Beschädigungen Fundstelle wieder verfüllt)

### Ausgrabung 1994
Nach anfänglichen Schwierigkeiten finanzierten die Ausgrabung 1994 die Ludwig-Maximilians-Universität und das Bayerische Landesamt für Denkmalpflege. Grabungsgerät, Arbeitskräfte und Arbeitsmaterial wurden von der Bayerischen Akademie der Wissenschaften und der Gemeinde Farchant zur Verfügung gestellt. Es wurden modernste Technik und eine speziell für archäologische Ausgrabungen programmierte Software eingesetzt. Während der Grabungen konnten ein Brandopferplatz, Teile eines hallstattzeitlichen Eimers sowie zahlreiche Fibeln, Keramiken und Werkzeuge aus Stein, Bronze und Eisen gesichert und dokumentiert werden. Zusammenfassend muss man sagen, dass der Fundplatz an einem Verkehrsweg zwischen dem Inntal und dem Alpenvorland gelegen ist, da südbayerische wie inneralpine Elemente vertreten sind. Ebenso stammt das bei den Bronzegegenständen verwendete Kupfererz mit größter Wahrscheinlichkeit aus dem Inntal. Die Pferdchenfibel muss man den Kelten zuordnen, das unterstreicht, dass die Gegend um Farchant als direkte Kontaktzone zwischen Kelten und Rätern angenommen werden kann.

### Ausgrabung 1995
Die Ausgrabungen 1995 vertieften die Kenntnisse zur Anlage des Platzes. Es konnten Gruben entdeckt werden, in denen die Erbauer Teile von Tieren deponierten, sogenannte Bothroi, aber auch kleine Mauern, die als Unterbau von Hütten dienen konnten. Zu den am meisten gefundenen Tierknochen gehörten die von großen, kräftigen Schafen und Ziegen, gefolgt von denen, kleiner schmächtiger Rinder. Alle bis jetzt gefundenen Funde entstammen dem männlichen Lebensbereich, jedoch ist bis jetzt nur ein Viertel der Kuppengesamtfläche archäologisch untersucht worden und es besteht durchaus die Möglichkeit, an anderer Stelle Gegenstände zu finden, die aus dem weiblichen Lebensbereich stammen.
Wegen der schlechten Witterung konnten die Grabungen nicht zu Ende gebracht werden.

### Ausgrabung 1996
Vom 5. bis 30. August 1996 führte das Institut für Vor- und Frühgeschichtliche und Provinzialrömische Archäologie der Ludwig-Maximilians-Universität in München die Ausgrabungen von 1995 weiter. Das Grabungsteam fand 1996 hauptsächlich Tierknochen. Es wurden aber auch zwei bemerkenswerte Stücke gefunden: Eine Nähnadel aus Knochen und die Bügelzier einer Fibel. Die Form der Bügelzier ist bis jetzt nur in einem sehr eng begrenzten Gebiet in  Oberitalien vorgekommen. Die sogenannte Dragofibel vom Spielleitenköpfl ist die erste ihrer Art außerhalb dieses Gebietes.

### Ausgrabung 2009
Die Ludwig-Maximilians-Universität München begann im Herbst 2009 wieder mit Ausgrabungen auf dem Spielleitenköpfl. Diese Ausgrabung hatte zum Ziel, die kleinen Steinmauern, die in den vorangegangenen Ausgrabungen nur in Abschnitten erfasst worden waren, komplett freizulegen. Es konnten nach vier Wochen zwei Gebäude freigelegt werden, die zeitlich aufeinander folgten. Das ältere Gebäude ist um etwa 640–625 v. Chr. errichtet worden. Es war ungefähr 9,7 m² groß und die Fundamentstärke betrug zwischen 40 und 50 cm. An der Südostwand entdeckte das Ausgrabungsteam fünf Zentimeter dicke, halbrunde Lehmtenne. Sie ist 120 cm breit, und 100 cm lang und wahrscheinlich der Überrest einer Ofenanlage. Der etwas nach Südwesten verschobene jüngere Bau ist zwölf Quadratmeter groß und die Fundamentstärke betrug zwischen 50 und 80 cm. Das gesamte Kultgebäude wurde um 450 v. Chr. aus bisher unbekannten Gründen abgerissen und anschließend verfüllt und überdeckt.
Das Grabungsteam unter Leitung von  Heiner Schwarzberg fand in einer in den Kalkfels eingehauenen Grube überraschend grobkeramische Scherben, die von Gefäßen aus der jüngeren Bronzezeit stammen, diese Fundstücke sind auf ca. 1700 v. Chr. bis 1500 v. Chr. zu datieren und damit ein Beweis, dass schon 1000 Jahre vor der Errichtung der Kultgebäude auf dem  Spielleitenköpfl Opfervorgänge stattgefunden haben. Dass sich eine Höhensiedlung der jüngeren Frühbronzezeit an dieser Stelle befunden hat, ist eher unwahrscheinlich. Die Grube ist als Deponierung zu sehen, die in dieser Zeit recht häufig an unzugänglichen Plätzen angelegt wurden. Dennoch belegt dieses am weitesten in die Alpen vorgeschobene und frühbronzezeitliche Fundensemble, die Bedeutung des Loisachtals als Teil eines frühbronzezeitlichen Verkehrswegs zwischen dem Alpenvorland und dem Inntal.